# Chironomus pervagatus
Chironomus pervagatus är en tvåvingeart som beskrevs av Frederick Askew Skuse 1889. Chironomus pervagatus ingår i släktet Chironomus och familjen fjädermyggor. Inga underarter finns listade i Catalogue of Life.